# 绍莫吉迈格杰什
绍莫吉迈格杰什，是匈牙利绍莫吉州所辖的一个村。总面积15.65平方公里，总人口521，人口密度33.3人/平方公里（2011年1月1日）。